# Борисов, Александр Филиппович (государственный деятель)
Александр Филиппович Бори́сов (1908—2001) — советский государственный и хозяйственный деятель, Герой Социалистического Труда (1958). Лауреат Сталинской премии 2-й степени.

## Биография

Могила Борисова на Троекуровском кладбище Москвы.

Родился 4 ноября 1908 года в деревне Староселье (ныне — Кричевский  район, Могилёвская область, Белоруссия). Окончил Свердловский институт стали, после чего работал в металлургической промышленности. Первоначально работал на Кузнецком металлургическом комбинате имени В. И. Ленина, где прошёл путь до должности начальника цеха. В 1946 году перешёл на работу на Магнитогорский металлургический комбинат имени И. В. Сталина, где работал начальником цеха, главным инженером, директором комбината.
Руководя комбинатом в 1951—1954 годах, внёс большой вклад в развитие чёрно-металлургической промышленности. За годы его руководства впервые в доменном производстве было применено большое количество технических новшеств. Благодаря его активной деятельности для работников комбината было построено большое количество жилья, школ, детсадов, больница, поликлиника, ряд других объектов.
В 1954 году Борисов был переведён на работу в Министерство чёрной металлургии СССР, где был сначала заместителем, а затем первым заместителем министра.
По инициативе А.Ф. Борисова был разработан и частично реализован проект учреждения «металлургических» областей Липецкой, Белгородской (изначально Старо-Оскольской), Каменской (позднее упразднённой) и Магнитогорской (нереализованной по вине первого секретаря Башкирского обкома Игнатьева и директора ММК Воронова). 
В 1957-1960 годах Борисов занимал должность заместителя председателя Госплана РСФСР, одновременно в 1957-1958 годах — министра РСФСР.
С 1962 по 1965 работал председателем Совнархоза Южно-Уральского экономического района.
С 1965 по 1975 годы занимал должность первого заместителя министра чёрной металлургии СССР.
Избирался депутатом ВC СССР 3-4-го (1950-1958) и 6-го (1962-1966) созывов, в 1961-1966 годах был кандидатом в члены ЦК КПСС.
В 1975 году вышел на пенсию. Проживал в Москве.
Скончался 22 августа 2001 года, похоронен на Троекуровском кладбище Москвы.

## Награды и премии
- Указом Президиума ВС СССР от 19 июля 1958 года за «выдающиеся успехи, достигнутые в деле развития чёрной металлургии» был удостоен высокого звания Героя Социалистического Труда с вручением ордена Ленина и медали «Серп и Молот»[1].
- Четыре ордена Ленина
- Орден Октябрьской революции
- Три ордена Трудового Красного Знамени
- Медали[1].
- Сталинская премия II степени (1951) — за коренное усовершенствование технологии и управления производством на ММК имени И. В. Сталина.

## Память
- Памятный знак А. Ф. Борисову на Аллее Славы в парке Победы в городе Кричеве Могилёвской области[2].